# Chrysosoma zinovjevi
Chrysosoma zinovjevi är en tvåvingeart som beskrevs av Grichanov 1997. Chrysosoma zinovjevi ingår i släktet Chrysosoma och familjen styltflugor. Inga underarter finns listade i Catalogue of Life.